# 日新タクシー
日新タクシー株式会社（にっしんタクシー）は、香川県高松市に本社を置くタクシー会社。1949年（昭和24年）10月19日に設立された四国で最初のタクシー会社である。

## 概要
一般のタクシー・ハイヤー事業のほか、高松空港定額タクシー、各種観光タクシーを運行している。観光貸切タクシー、讃岐うどん店を巡る「うどんタクシー」、四国八十八箇所を巡る「四国八十八箇所巡拝タクシー」を運行するほか、2018年（平成30年）4月には直島に直島営業所を開設し、島内の観光スポットを巡る観光タクシーも運行している。
近隣の中小タクシー会社の買収も進め、2013年（平成25年）3月には有限会社五番丁タクシーを買収し、同社を2016年（平成28年）1月に吸収合併して日新タクシー五番丁営業所として開設した。また同時に、2016年1月には五色台タクシー（車両14台）を買収して跡地を「番町タクシー乗り場」とした。
本業のタクシー・ハイヤー事業のほか、1970年（昭和45年）3月からは、高松市内で貸しビル・駐車場運営の不動産業も開始した。
過去には、高松市コミュニティバスの乗合タクシー路線「高松西部地区乗合タクシー」を運行受託していたが、2016年10月1日から運行休止している（高松市コミュニティバス#過去の路線を参照）。
運賃支払いはクレジットカードのほか、各種QRコード決済（PayPayなど）にも対応している。

## 本社・営業所
- 本社：香川県高松市香西本町36番地1[1]
- 端岡営業所：香川県高松市国分寺町新居558（端岡駅北側）[1]
- 五番丁営業所： 香川県高松市朝日町5丁目557-5（旧・有限会社五番丁タクシー）[1]
- 直島営業所：香川県香川郡直島町2015-1、2018年4月開設[1]

## 車両
トヨタ自動車の車両を採用しており、一般タクシーは中型車（トヨタ・コンフォートなど）、ハイヤーにはトヨタ・クラウンロイヤルサルーンハイブリッド、大型ハイヤーにはトヨタ・アルファード、ジャンボタクシーにはトヨタ・ハイエースを使用する。
車体色は黒塗り一色、一般タクシーの一部車両とハイエースは白色。社名表示灯は黄色で「日新」の文字が入る。